# モンターノ・アンティーリア
モンターノ・アンティーリア（伊: Montano Antilia）は、イタリア共和国カンパニア州サレルノ県にある、人口約2,000人の基礎自治体（コムーネ）。

## 地理

### 位置・広がり

#### 隣接コムーネ
隣接するコムーネは以下の通り。
- チェッレ・ディ・ブルゲリーア
- チェントラ
- フターニ
- ラウリート
- ノーヴィ・ヴェーリア
- ロフラーノ
- サン・マウロ・ラ・ブルーカ